# I Am Kloot Play Moolah Rouge
I Am Kloot Play Moolah Rouge è il quarto album in studio del gruppo rock britannico I Am Kloot, pubblicato nel 2008. 

## Tracce
1. One Man Brawl – 3:20
2. Chaperoned – 5:08
3. Ferris Wheels – 3:11
4. Hey Little Bird – 2:47
5. The Runaways – 3:09
6. Down at the Front – 3:56
7. Someone Like You – 3:08
8. Suddenly Strange – 2:59
9. Only Role in Town – 4:39
10. At the Sea – 2:02